# Vaglia postale

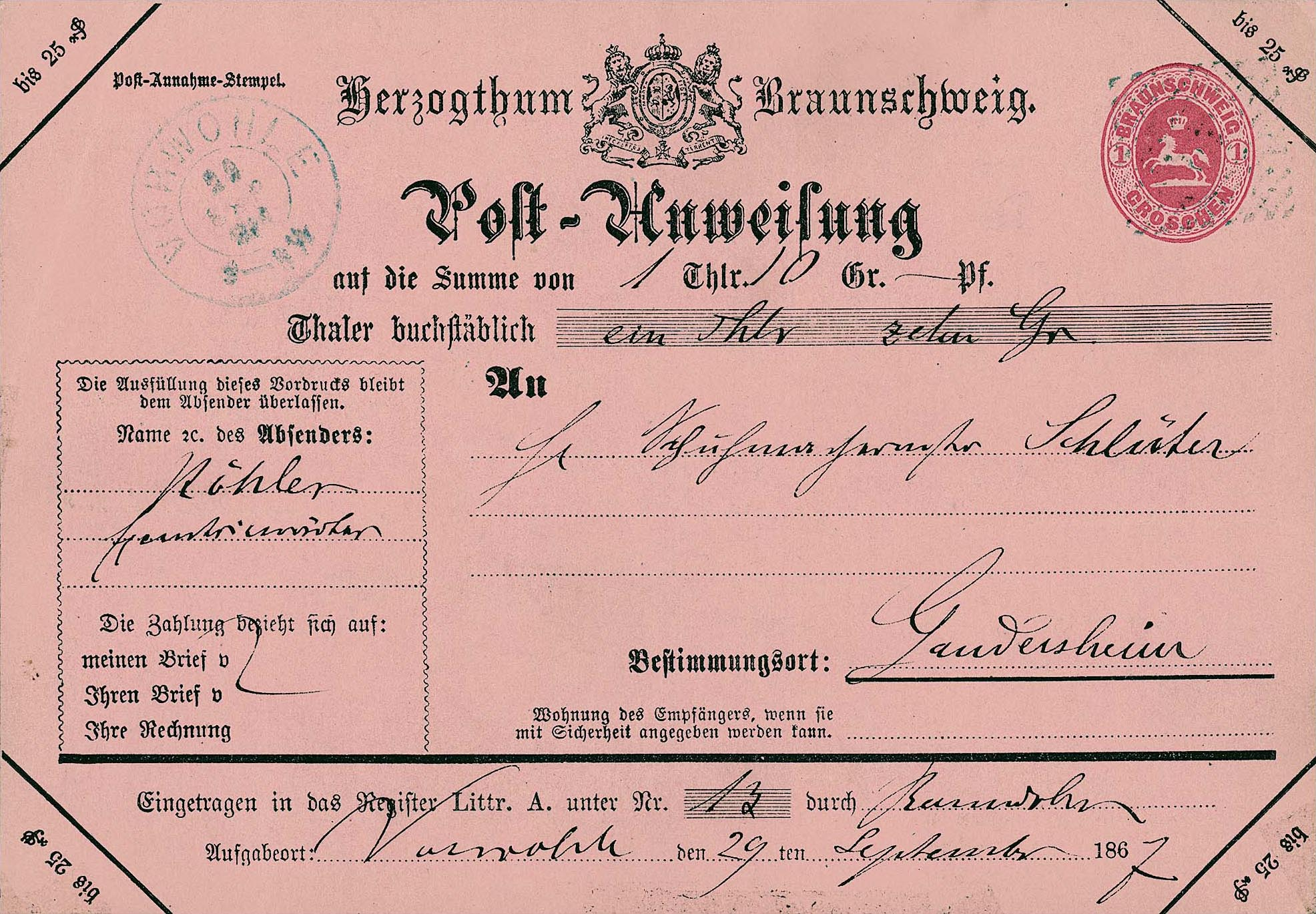
Vaglia postale del Ducato di Brunswick del 1867

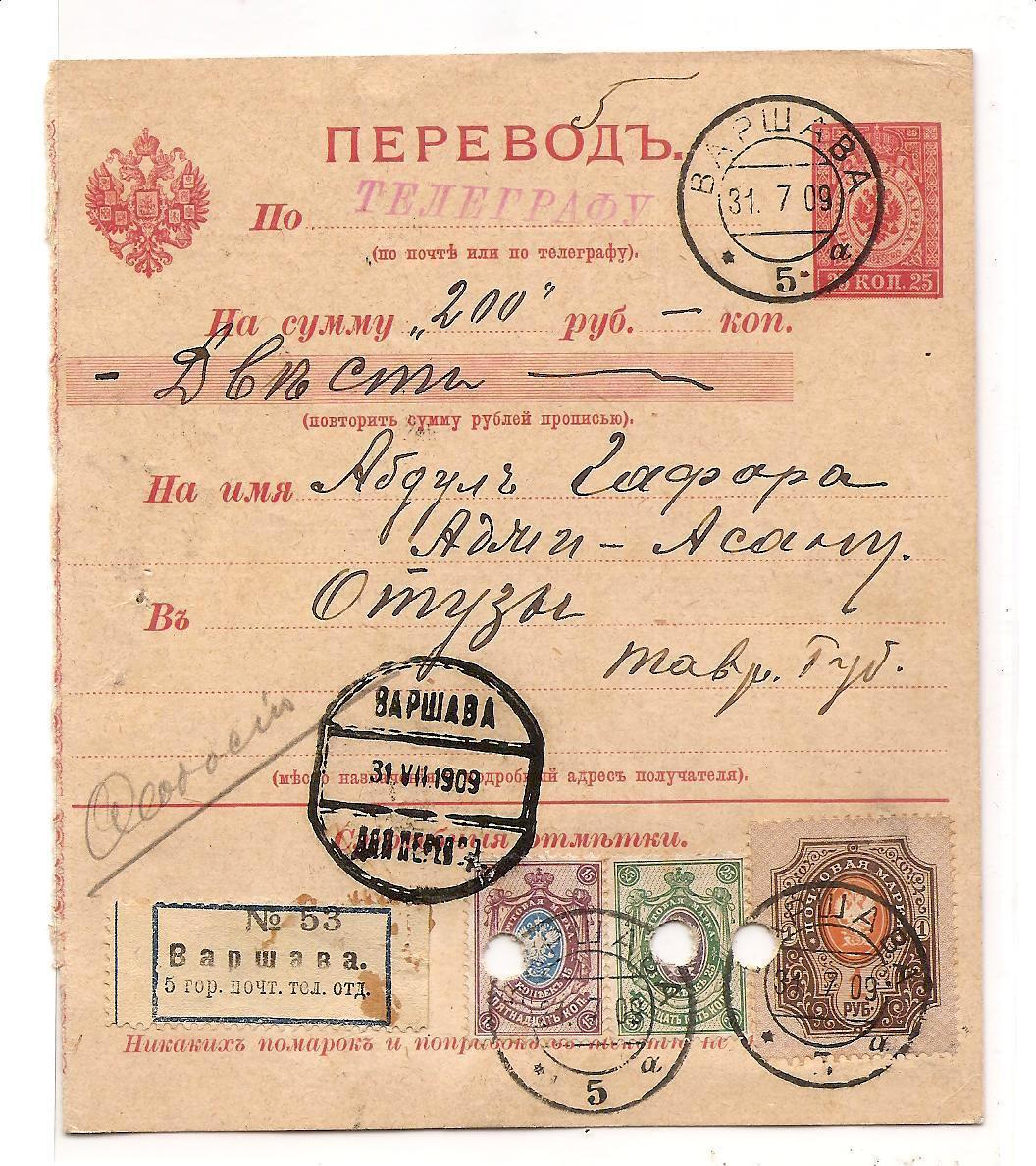
Vaglia telegrafico emesso a Varsavia nel 1909, quando apparteneva all'Impero russo

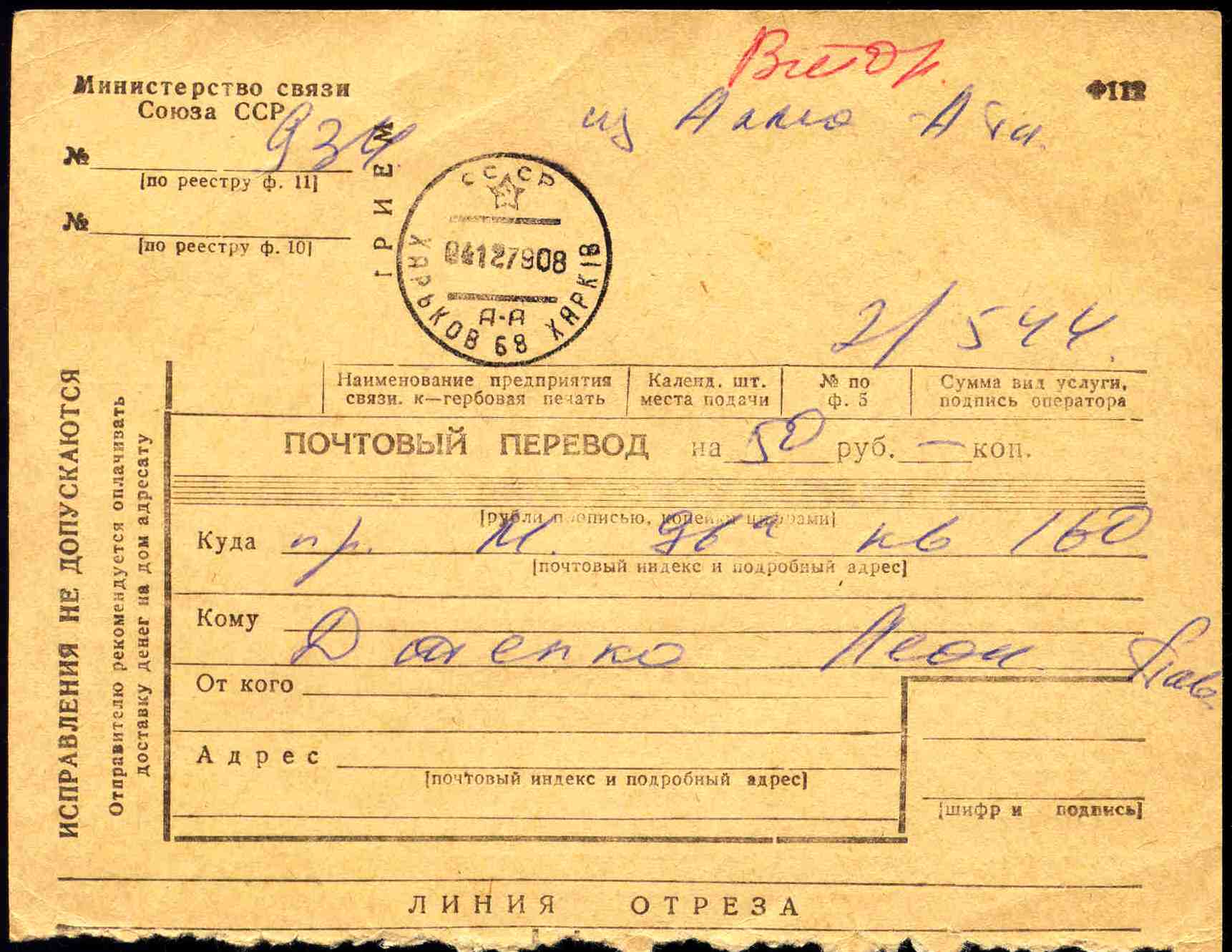
Vaglia postale dell'Unione Sovietica del 1979

Il vaglia postale è un mezzo di pagamento gestito dal servizio postale, mediante il quale si può inviare una somma di denaro anche a chi non sia titolare di conto corrente bancario o postale.

## Descrizione
Colui che effettua il pagamento compila il relativo modulo e consegna il denaro da inviare (aumentato del costo dell'operazione) allo sportello dell'ufficio postale di partenza.
Quando il destinatario riceverà il modulo a mezzo della posta nella propria cassetta postale, con esso si recherà all'ufficio postale competente per il proprio quartiere (munito di documento di riconoscimento) e gli verrà consegnato il denaro in contanti.

## Vaglia telegrafico
Il vaglia telegrafico (anche detto vaglia veloce), tradizionalmente trasmesso a mezzo del servizio telegrafico, è più rapido.

## Storia
Fino alla fine del Settecento il denaro da spedire veniva inserito nelle buste.
Tuttavia, questa pratica attirava gli agguati dei briganti ai postiglioni, che compromettevano in generale la sicurezza della posta oltre a mettere a rischio la vita dei corrieri.
Per rimediare a tali inconvenienti nella Francia rivoluzionaria fu emesso il regolamento del 26 frimaio dell'anno III E.R., il quale stabiliva un sistema più sicuro per l'invio di denaro ai militari e marinai al fronte, ispirato a quello usato dalle banche: il ricevitore delle poste conservava in cassa i fondi ricevuti ed emetteva una lettera di cambio tratta sul pagatore della formazione militare cui apparteneva il destinatario. La lettera di cambio era consegnata al mittente, che a sue spese doveva farla pervenire al beneficiario. Questi, presentando la lettera ricevuta al contabile del reggimento, riceveva la somma indicata.
Il servizio, esteso nel 1812 agli invii di denaro ai militari di guarnigione in patria, ebbe termine nel 1815 insieme alle circostanze che l'avevano suggerito.
Tuttavia, questa prima prova aveva dimostrato chiaramente i vantaggi del sistema, e perciò fu ripreso dal regolamento 24 febbraio 1817, che organizzò per la prima volta il servizio vaglia in forma moderna: l'ufficio d'invio consegnava al mittente una ricevuta da inviare al destinatario a mezzo posta, e trasmetteva all'ufficio di destinazione una "lettera d'avviso", che veniva iscritta sul registro d'arrivo di tale ufficio.
Quando il destinatario si presentava all'ufficio di destinazione con la ricevuta, e a patto che l'ufficio avesse ricevuto da parte sua la lettera d'avviso, veniva effettuato il pagamento.
Un nuovo regolamento del 1832 autorizzò finalmente il pagamento a vista in tutti gli uffici postali, cioè senza preliminare lettera d'avviso, per i vaglia di importo inferiore ai cento franchi.
Nel 1849 venne introdotto dalle Poste del Regno di Sardegna il "mandato di posta", futuro vaglia postale. Con l'unità d'Italia il servizio si estese a tutta la penisola.
Il postal order fu introdotto dal General Post Office nel 1856.
Nel 1865 fu introdotta la Postanweisung dalle Poste Prussiane, del Brunswick, dell'Hannover e di Sassonia. L'anno successivo seguirono le Poste Bavaresi, nel 1867 quelle del Württemberg e le Poste Austriache. 
Seguì l'introduzione dei vaglia internazionali, con moduli bilingui in lingua nazionale e in francese, e di quelli telegrafici.